# Melba sulcatula
Melba sulcatula är en skalbaggsart som beskrevs av Thomas Casey 1897. Melba sulcatula ingår i släktet Melba och familjen kortvingar. Inga underarter finns listade i Catalogue of Life.